# Jan Żabiński

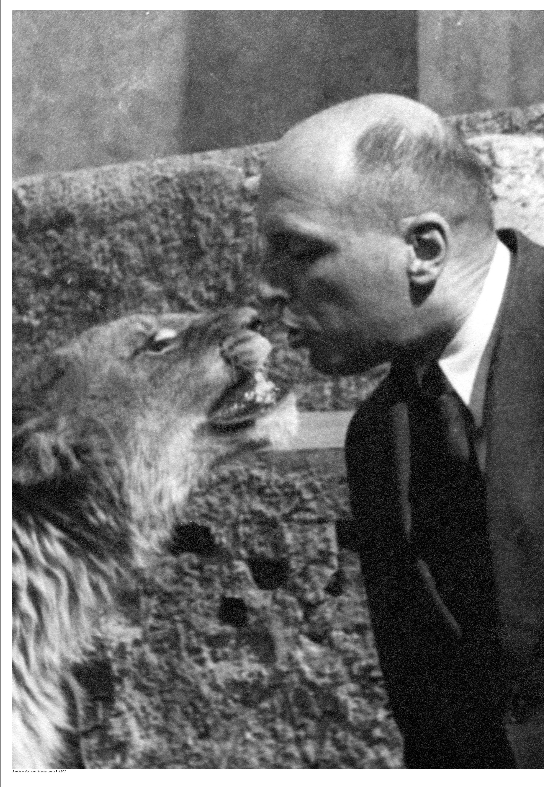
Jan Żabiński z lwem

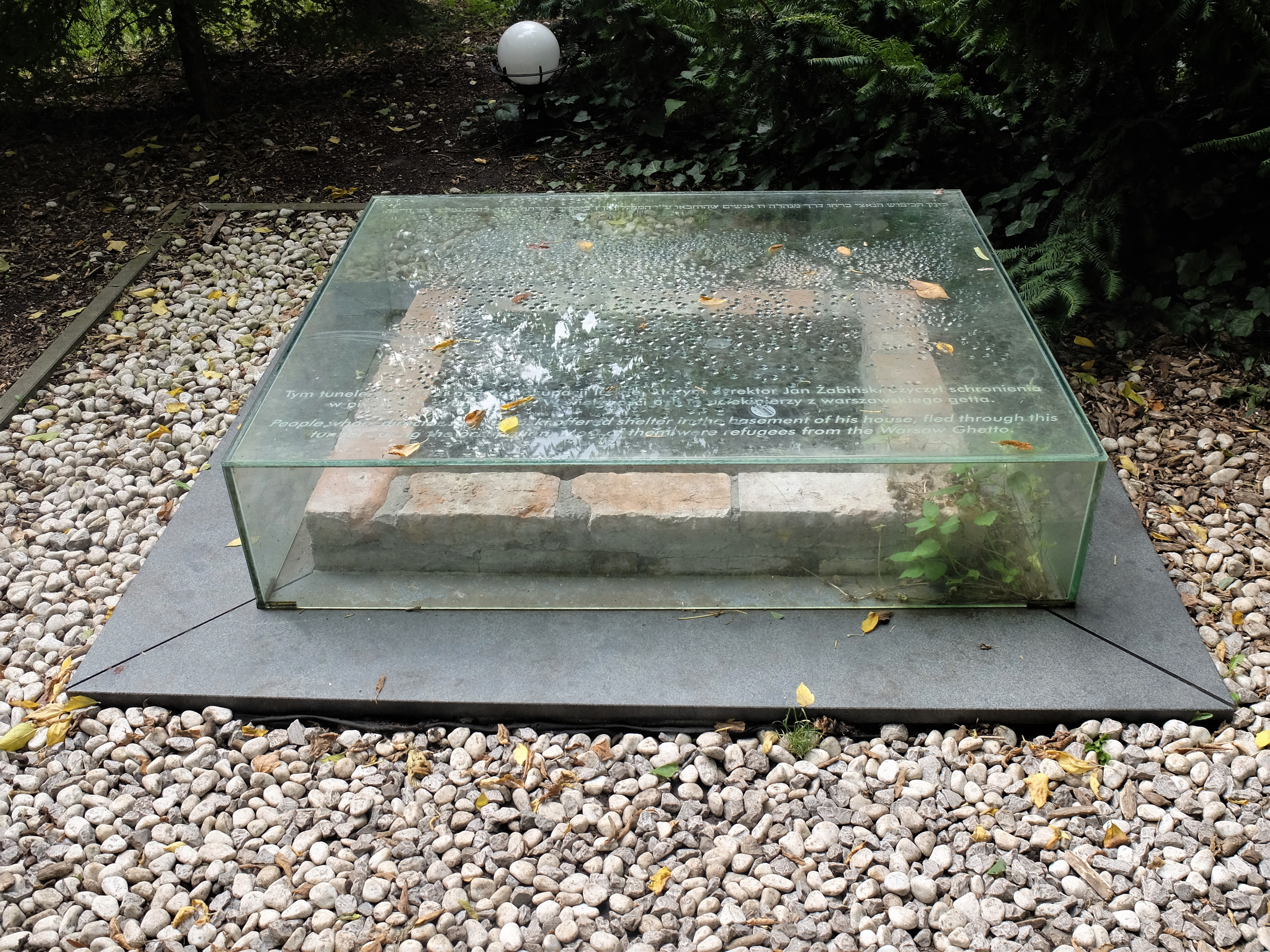
Zachowane wejście do tunelu dla ukrywających się Żydów przy willi Żabińskich

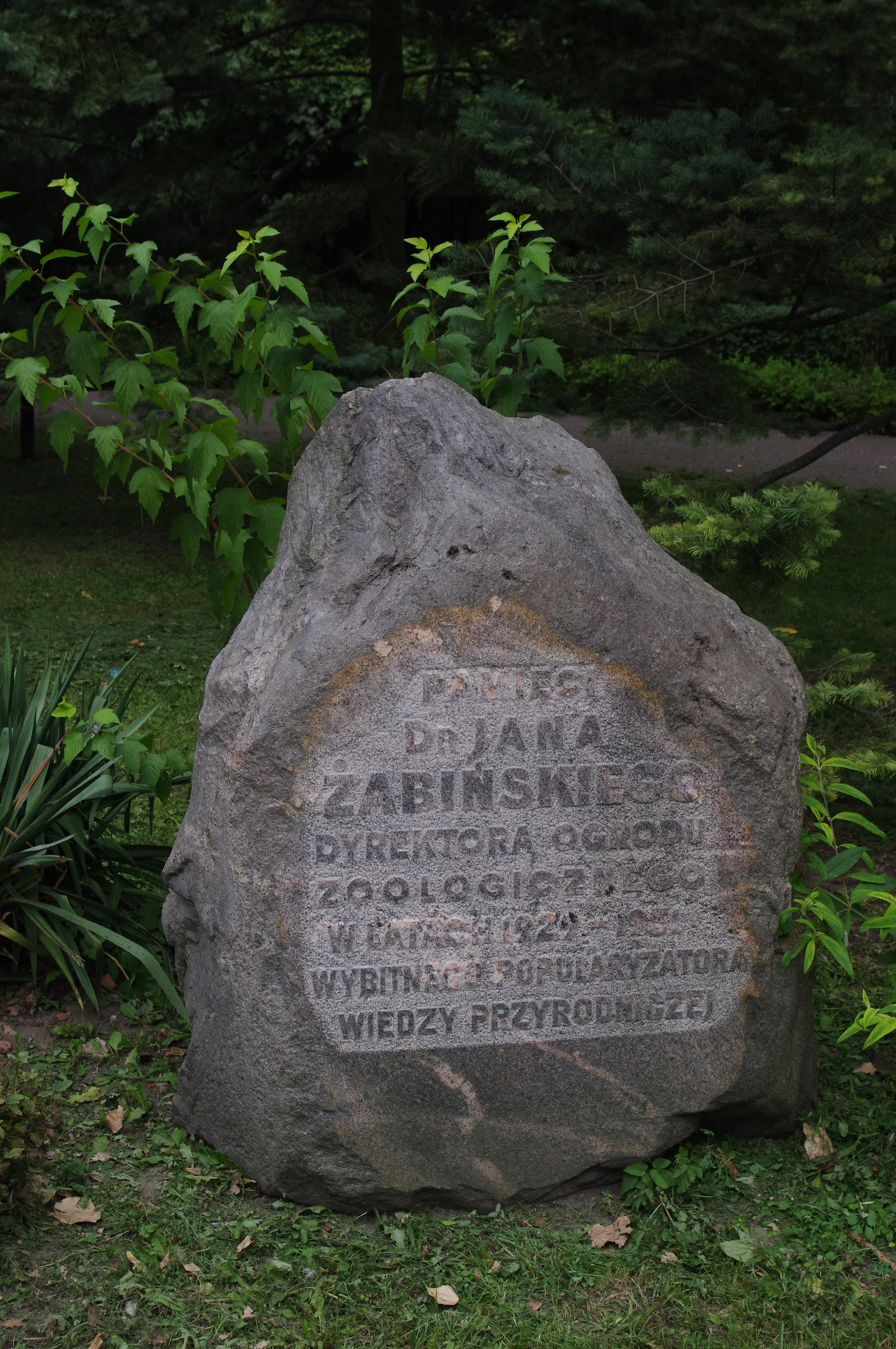
Kamień upamiętniający Jana Żabińskiego w Ogrodzie Zoologicznym w Warszawie

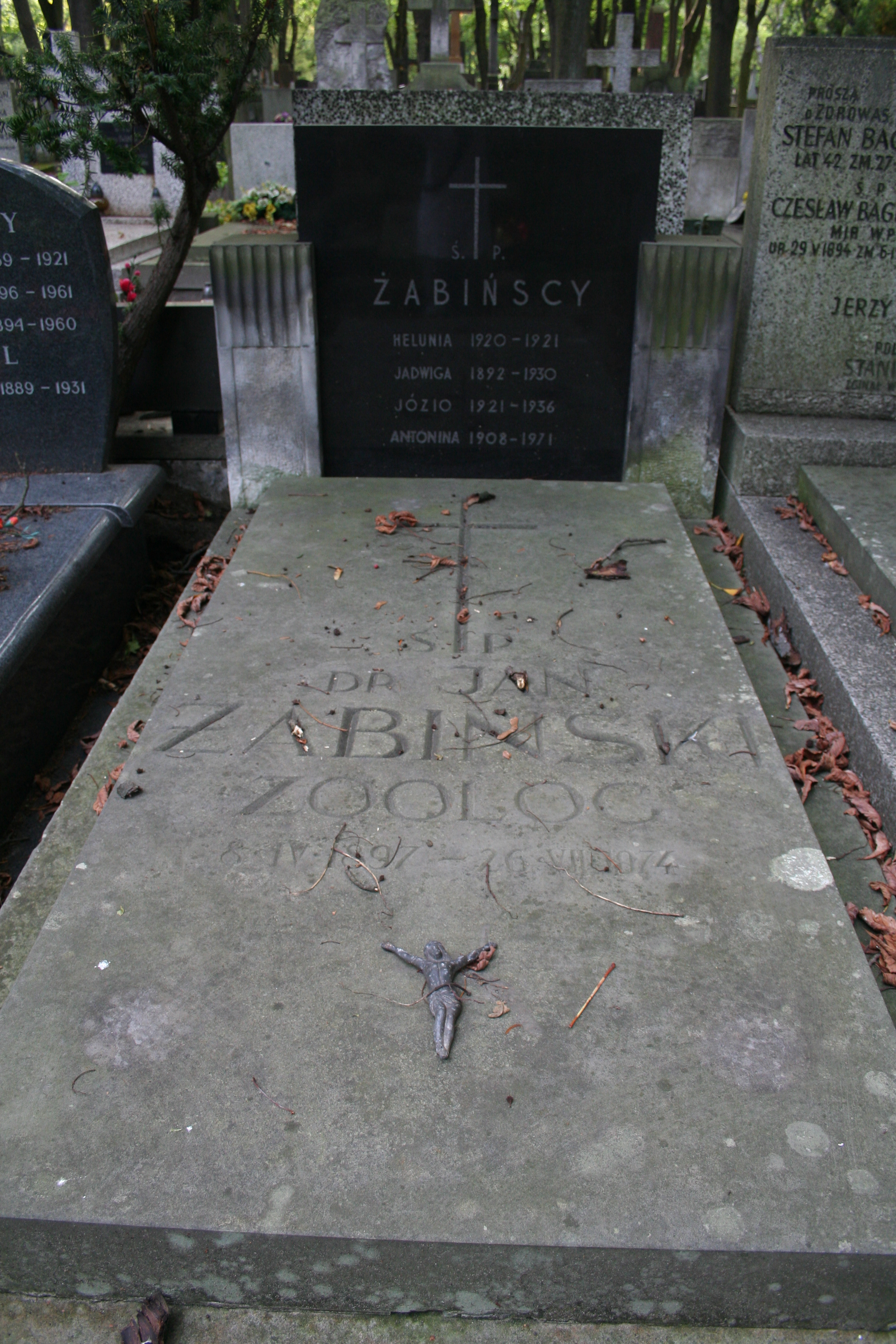
Grób Jana Żabińskiego na warszawskich Powązkach

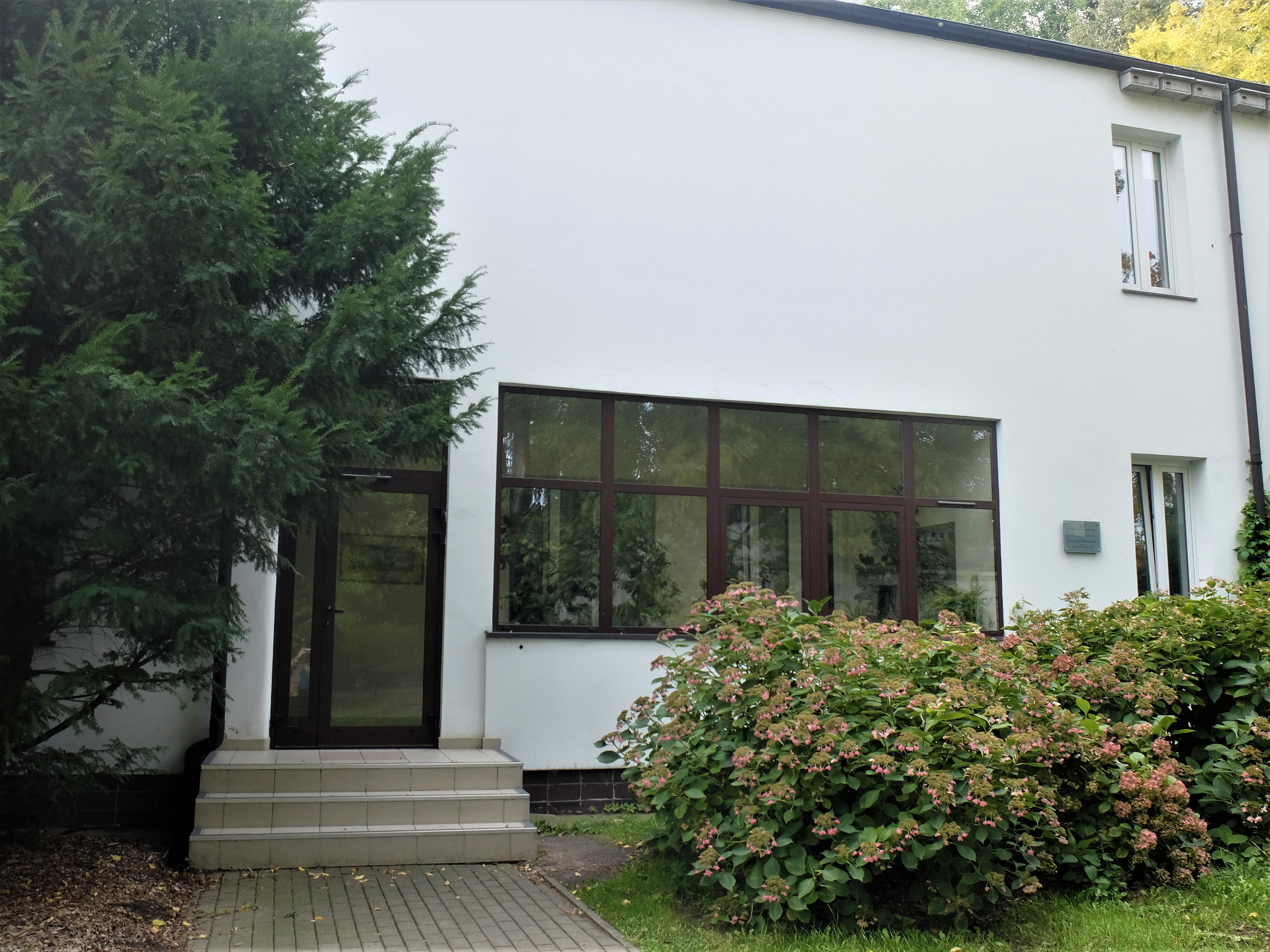
Willa rodziny Żabińskich, obecnie muzeum. Warszawski Ogród Zoologiczny.

Jan Franciszek Dionizy Żabiński (ur. 8 kwietnia 1897 w Warszawie, zm. 26 lipca 1974 tamże) – polski działacz niepodległościowy, zoolog, fizjolog, popularyzator zoologii, wieloletni dyrektor Ogrodu Zoologicznego w Warszawie, powstaniec warszawski.

## Życiorys
Jego rodzicami byli Józef Żabiński, prawnik, notariusz, szachista oraz Helena z domu Strzeszewska pochodząca z rodziny ziemiańskiej. W 1914 zdał maturę w prywatnym gimnazjum Michała Kreczmara. Przed wybuchem I wojny światowej trenował lekkoatletykę – specjalizował się w sprintach na 100 m. Z wynikiem 11,1 s (bardzo dobrym jak na tamte czasy) był wieloletnim rekordzistą Warszawy w biegu na tym dystansie. Po maturze  rozpoczął studia zoologii na Uniwersytecie Warszawskim i studia rolnicze w Królewsko-Polskiej Szkole Gospodarstwa Wiejskiego.
Prawdopodobnie już w 1914 wstąpił do Polskiej Organizacji Wojskowej (POW). W POW ukończył kursy żołnierski, podoficerski i oficerski. Podczas I wojny światowej działał w Oddziale Pogotowia i w Straży Obywatelskiej. W 1918 jako członek Żandarmerii POW rozbrajał w Warszawie Niemców. Brał udział w zdobyciu siedziby tajnej policji niemieckiej przy ul. Wierzbowej oraz Ratusza w Warszawie. Za te akcje otrzymał awans na stopień wachmistrza POW. W listopadzie i grudniu 1918 służył w osobistej ochronie Józefa Piłsudskiego. W styczniu 1919 był instruktorem wojskowym w Milicji Ludowej, formacji, której celem było zapewnienie bezpieczeństwa mieszkańcom miast i wsi, walka z chaosem społecznym oraz zapewnienie wprowadzania zarządzeń władz państwowych. W czerwcu 1919 otrzymał awans na stopień podporucznika i jako dowódca plutonu, a następnie kompanii służył w IV batalionie 28 Pułku Strzelców Kaniowskich. Brał udział w wojnie polsko-bolszewickiej. Walczył m.in. w obronie Wilna, nad Narwią pod Tykocinem, pod Sokołami, Zambrowem, Ostrowią Mazowiecką-Komorowem, nad Wisłą pod Wyszkowem, pod Białymstokiem i Grodnem. W grudniu 1920 został zwolniony ze służby czynnej w Wojsku Polskim. Jako oficer rezerwy otrzymał przydział do 36 Pułku Piechoty Legii Akademickiej. W 1921 za zasługi na polu walki otrzymał Krzyż Walecznych.
Po zakończeniu służby wojskowej powrócił na studia. W 1923 zdobył dyplom uprawniający do nauczania geografii i przyrody w szkołach średnich i wyższych. W 1924 uzyskał na Uniwersytecie Warszawskim stopień doktora filozofii na podstawie pracy O zjawiskach regulacyjnych w parablaście ryb kościstych. W 1925 uzyskał w Szkole Głównej Gospodarstwa Wiejskiego stopień inżyniera agronomii na podstawie pracy Uprawa gruntów lekkich. Pracował jako asystent, a później adiunkt w Katedrze Zoologii Ogólnej i Fizjologii Zwierząt Domowych w SGGW.
Mając już poważny dorobek naukowy, został organizatorem Ogrodu Zoologicznego w Warszawie, a w 1929 został powołany na dyrektora Ogrodu. W 1929 został przyjęty w poczet członków Międzynarodowej Konferencji Dyrektorów Ogrodów Zoologicznych Środkowej Europy, która w 1935 zmieniła nazwę na Międzynarodowy Związek Dyrektorów Ogrodów Zoologicznych. W 1935 warszawskie zoo zostało wpisane do Międzynarodowego Towarzystwa Ochrony Żubra (MTOŻ). Żabiński został później przewodniczącym polskiego oddziału MTOŻ oraz wiceprzewodniczącym tej organizacji. Sprowadzał nowe żubry do Puszczy Białowieskiej.
Na stopień porucznika rezerwy został awansowany ze starszeństwem z 19 marca 1939 i 232. lokatą w korpusie oficerów piechoty.

### II wojna światowa
Przed wrześniem 1939 nie został zmobilizowany. 7 września opuścił Warszawę. 8 września dołączył jako ochotnik do 2 batalionu balonowego, z którym dotarł do Terespola. Ponieważ batalion został rozwiązany zdecydował się powrócić do Warszawy. W czasie powrotu zatrzymał się na nocleg u znajomych w Mieni pod Warszawą. Do majątku wkroczyli żołnierze Wehrmachtu, wśród których oficerem był doktor R. Müller z Królewca, jego znajomy z Międzynarodowego Związku Dyrektorów Ogrodów Zoologicznych. Niemiec zabrał go w „dżentelmeńską niewolę” i po kapitulacji Warszawy odwiózł do granic Warszawy. We wrześniu 1939 zoo, które było położone blisko jednej z baterii artylerii obrony przeciwlotniczej Warszawy, zostało zbombardowane. Wiele zwierząt wówczas zginęło lub uciekło z ogrodu. Warto dodać, że zwierzęta z warszawskiego ogrodu zoologicznego były także zjadane przez głodujących mieszkańców Warszawy. Niektóre z niebezpiecznych drapieżników zostały zastrzelone w obawie przed zagrożeniem dla bezpieczeństwa mieszkańców miasta. Wiele z pozostałych Niemcy zabili, a najcenniejsze wywieźli później do innych ogrodów (m.in. w Berlinie, Królewcu, Hanowerze i Wiedniu). Władze niemieckie zlikwidowały warszawskie zoo, a na jego terenie utworzyły początkowo tuczarnię świń, a następnie hodowlę lisów na futra.  Niemieckie władze okupacyjne zezwoliły Żabińskiemu na zamieszkanie wraz z rodziną w jego willi na terenie zoo, która ocalała. Żabiński pracował w zarządzie miejskim Warszawy na stanowisku kierownika Wydziału Ogrodniczego. Otrzymał ausweis, który pozwalał mu na swobodne poruszanie się po mieście i zdobywanie pożywienia dla hodowanych świń i lisów.
Opustoszałe pomieszczenia zoo Jan Żabiński wraz z żoną Antoniną wykorzystywali do ukrywania Żydów przemycanych z terenu warszawskiego getta. W przemycie tym Żabiński osobiście brał udział, odwiedzając getto pod pozorem poszukiwania odpadów do karmienia świń, hodowanych wówczas na terenie ogrodu. W ciągu trzech lat przez zoo przeszły setki uciekinierów, niektórzy z nich mieszkali w piwnicy modernistycznej willi dyrektora ogrodu, nazywanej willą Pod Zwariowaną Gwiazdą, w której mieszkali Żabińscy. Tę działalność dr. Żabińskiego i jego żony uhonorował izraelski instytut Jad Waszem, nadając obojgu 21 września 1965 tytuł Sprawiedliwych wśród Narodów Świata. Wśród uratowanych przez nich była m.in. rzeźbiarka Magdalena Gross. Żabiński wspierał też m.in. przebywającego w getcie entomologa Szymona Tenenbauma, który powierzył mu swoją kolekcję okazów bezkręgowców.
W czasie niemieckiej okupacji Żabiński wykładał na tajnych kompletach: biologię i parazytologię na Wydziale Medycznym oraz zoologię ogólną na Wydziale Farmaceutycznym i Stomatologicznym podziemnego Uniwersytetu Warszawskiego.
Żabiński, jako aktywny członek ruchu oporu, wykorzystywał ogród zoologiczny do celów konspiracyjnych, o czym świadczy przechowywanie amunicji zakopanej na wybiegu dla słoni, natomiast większą ilość materiałów wybuchowych ukrywano w szpitalu dla zwierząt. Osobiście zajmował się hodowlą pasożytów (włosieni krętych), którymi zatruwano dania mięsne w lokalach dla Niemców oraz mięso wysyłane paczkami z żywnością do Niemiec.
Był członkiem Armii Krajowej ps. „Franciszek”. W powstaniu warszawskim dowodził I plutonem 8 kompanii Kedywu „Kolegium C” w batalionie „Kiliński”. Współdziałając z III plutonem 8 kompanii zlikwidował punkty oporu Niemców na ul. Widok i w Alejach Jerozolimskich nr 28 i 30. Osobistą brawurą i odwagą przyczynił się do zdobycia hotelu dla niemieckich kolejarzy przy ul. Widok i hotelu dla Wehrmachtu ("Soldatenheim") w Alejach Jerozolimskich 20. Za swoje dokonania w powstaniu został odznaczony Krzyżem Walecznych po raz drugi. 9 sierpnia 1944 został ciężko ranny i do końca powstania przebywał w szpitalach. Po kapitulacji powstania był jeńcem Stalagu XI A Gross Lübars, Stalagu XI A Altengrabow, Stalagu X B Sandbostel i Oflagu X C Lübeck.

### Po wojnie
Pod koniec 1945 wrócił do Polski i przystąpił do odbudowy zniszczonego ogrodu zoologicznego. W 1946 habilitował się w Uniwersytecie Marii Curie-Skłodowskiej w Lublinie. Podjął także pracę naukową oraz popularyzatorską, głównie w Polskim Radiu. Ogółem, od 1926 wygłosił ponad 1500 pogadanek radiowych. Od 1947 był członkiem Państwowej Rady Ochrony Przyrody. Popularyzował akcję przywracania żubra przyrodzie, od 1947 redagował „Księgi Rodowodowe Żubrów”.
W 1951 z uwagi na swoją AK-owską przeszłość został zmuszony do rezygnacji ze stanowiska dyrektora Ogrodu Zoologicznego w Warszawie. W latach 1952–1953 wykładał fizjologię zwierząt w Państwowej Wyższej Szkole Pedagogicznej w Warszawie.

## Życie prywatne
Miał trzy młodsze siostry: Hannę (1901–1944) po mężu Petrynowską – lekarkę, bohaterkę powstania warszawskiego, Józefę (1904–1942) po mężu Zaorską i Marię Michalinę Augustę (1899–1995) po mężu Czerniewicz.
W 1918 ożenił się z Jadwigą z domu Moczydłowską (1892–1930). Mieli dwoje dzieci: Helenę (1920–1921) i Józefa (1921–1936). Jadwiga zmarła w 1930 na gruźlicę. 8 kwietnia 1931 ożenił się z pisarką Antoniną z domu Erdman (1908–1971). Mieli dwoje dzieci: Ryszarda (1936–2019) i Teresę (1944–2021) po mężu Zawadzką. Jan Żabiński i jego żony są pochowani na warszawskich Powązkach (kw. 212–III–4).

## Upamiętnienie
- Od 1980 Jan Żabiński jest patronem jednej z warszawskich ulic w dzielnicy Ursynów[31].
- W 2007 amerykańska pisarka Diane Ackerman opublikowała książkę The Zookeeper’s Wife (Żona dyrektora zoo) opisującą bohaterskie zachowanie rodziny Żabińskich w czasie wojny. Jest ona oparta głównie na wspomnieniach Antoniny Żabińskiej Ludzie i zwierzęta. W 2009 w wydawnictwie Świat Książki ukazał się polski przekład pod tytułem Azyl. Opowieść o Żydach ukrywanych w warszawskim zoo. W 2017 premierę miała ekranizacja książki pod tytułem Azyl (ang. The Zookeeper’s Wife). Żabińskiego zagrał Johan Heldenbergh, zaś jego żonę – Jessica Chastain[32].
- Jana Żabińskiego i jego żonę upamiętnia jedna z tablic Praskiej Galerii Sław wmurowanych w chodnik ul. Stalowej w Warszawie w 2017 roku[33].
- Tablica pamiątkowa odsłonięta w 2021 na fasadzie willi Pod Zwariowaną Gwiazdą[34].
- W październiku 2022 roku nazwę Miejski Ogród Zoologiczny w Warszawie zmieniono (od 1 stycznia 2023 roku) na Miejski Ogród Zoologiczny im. Antoniny i Jana Żabińskich w Warszawie[35][36].

## Odznaczenia i nagrody
- Krzyż Komandorski z Gwiazdą Orderu Odrodzenia Polski, pośmiertnie, 2008[37]
- Krzyż Komandorski Orderu Odrodzenia Polski 1956[38]
- Krzyż Niepodległości 16 marca 1937 „za pracę w dziele odzyskania niepodległości”[39][40][41][42]
- Krzyż Walecznych, dwukrotnie: 1920[43] i 1944
- Złoty Krzyż Zasługi 1938[38]
- Medal Sprawiedliwy wśród Narodów Świata, 1965
- Nagroda Miasta Stołecznego Warszawy
- Nagroda im. Brunona Winawera
- Nagroda Polskiego Radia „Złoty Mikrofon”
- Nagroda „Problemów” (1969)[44][45]

## Publikacje (wybór w kolejności alfabetycznej)
Jan Żabiński wydał ponad 60 książek popularnonaukowych, a także 6 przekładów oraz 32 prace i rozprawy naukowe.
- A czy o tym wiecie?. Warszawa: Książka i Wiedza, 1950. Brak numerów stron w książce
- Co to było za dziecko... Warszawa: Nasza Księgarnia, 1960. Brak numerów stron w książce
- Człowiek jest plastyczny. Warszawa: Ludowa Spółdzielnia Wydawnicza, 1963. Brak numerów stron w książce
- Czy można żyć bez skóry?. Warszawa: Nasza Księgarnia, 1958. Brak numerów stron w książce
- Czy znasz te zwierzęta. Warszawa: Ludowa Spółdzielnia Wydawnicza, 1952 1953 1954. Brak numerów stron w książce
- Dziewczynka i myszki. Warszawa: Książka i Wiedza, 1951. Brak numerów stron w książce
- Futro i jego dostawcy. Warszawa: Ludowa Spółdzielnia Wydawnicza, 1952 1953 1956. Brak numerów stron w książce
- Gawędy o zwierzętach. Warszawa: Iskry, 1970. Brak numerów stron w książce
- Hipopotam i spółka. Warszawa: Czytelnik, 1976. Brak numerów stron w książce
- Ile tych zwierząt. Warszawa: Czytelnik, 1961. Brak numerów stron w książce
- Jak pojmować organizm. Warszawa: Wiedza Powszechna, 1956. Brak numerów stron w książce
- Jak powstała trąba słonia. Warszawa: Nasza Księgarnia, 1955. Brak numerów stron w książce
- Jak się zwycięża. Warszawa: Czytelnik, 1955. Brak numerów stron w książce
- Jak to bywa u zwierząt. Warszawa: Czytelnik, 1951. Brak numerów stron w książce
- Karaluch. Warszawa: Gebethner i Wolff, 1931. Brak numerów stron w książce
- Komplikacje rodzinne. Warszawa: Czytelnik, 1954. Brak numerów stron w książce
- Krew. Warszawa: Nasza Księgarnia, 1956. Brak numerów stron w książce
- Kto prędzej: (jak poruszają się zwierzęta). Warszawa: Ludowa Spółdzielnia Wydawnicza, 1951. Brak numerów stron w książce
- Kto starszy, kto młodszy. Warszawa: Nasza Księgarnia, 1957. Brak numerów stron w książce
- Kto z was będzie najlepszym hodowcą królików. Warszawa: Państwowe Wydawnictwo Rolnicze i Leśne, 1958. Brak numerów stron w książce
- Któż by przypuszczał?. To i owo o zwierzętach. Warszawa: Radiowy Instytut Wydawniczy, 1949. Brak numerów stron w książce
- Na srogim lwie: [pogadanki wygłoszone przed mikrofonem Polskiego Radia]. Warszawa: Radiowy Instytut Wydawniczy, 1949. Brak numerów stron w książce
- Od płetwy rekina do ludzkiej ręki. Warszawa: Wiedza Powszechna, 1954. Brak numerów stron w książce
- Odpowiedzi na zagadki biologiczne. Warszawa: Wiedza Powszechna, 1959. Brak numerów stron w książce
- Opowiadania o zwierzętach. Warszawa: Iskry, 1971. Brak numerów stron w książce
- Podobny do ojca czy do dziadka. Warszawa: Nasza Księgarnia, 1959. Brak numerów stron w książce
- Popatrz! Gatunki jednak się zmieniają. Warszawa: Wiedza Powszechna, 1961. Brak numerów stron w książce
- Porozumienie ze zwierzęciem. Warszawa: Czytelnik, 1953. Brak numerów stron w książce
- Przekrój przez zoo. Warszawa: Wiedza Powszechna, 1953. Brak numerów stron w książce
- Rola ogrodu zoologicznego przy nauczaniu zoologji w szkołach powszechnych i gimnazjach. Łódź: Drukarnia Państwowa, 1933. Brak numerów stron w książce
- Sami się przekonamy. Warszawa: Nasza Księgarnia, 1954. Brak numerów stron w książce
- Skoczek egipski. Warszawa: Biuro Wydawnicze „Ruch”, 1963. Brak numerów stron w książce
- Spiżarnia mrówki. Warszawa: Książka i Wiedza, 1951. Brak numerów stron w książce
- Świat zwierząt. Warszawa: Czytelnik, 1959. Brak numerów stron w książce
- To owo o wężach. Warszawa: Państwowe Zakłady Wydawnictw Szkolnych, 1956. Brak numerów stron w książce
- Tygrys czy jagnię. Warszawa: Książka i Wiedza, 1951. Brak numerów stron w książce
- U podstaw życia. Warszawa: Wiedza Powszechna, 1956. Brak numerów stron w książce
- Uprzykrzeni towarzysze człowieka. Warszawa: Państwowy Zakład Wydawnictw Lekarskich, 1962. Brak numerów stron w książce
- Walka o żubra. Warszawa: Państwowe Zakłady Wydawnictw Szkolnych, 1957. Brak numerów stron w książce
- Wielka rodzina. Warszawa: Wiedza Powszechna, 1953. Brak numerów stron w książce
- Z dołu do góry. Warszawa: Czytelnik, 1954. Brak numerów stron w książce
- Z psychologii zwierząt. Warszawa: Państwowe Zakłady Wydawnictw Szkolnych, 1956. Brak numerów stron w książce
- Z życia zwierząt. Warszawa: Iskry, 1964. Brak numerów stron w książce
- Zagadka ewolucjonizmu. Warszawa: Nasza Księgarnia, 1968. Brak numerów stron w książce
- Zagadki biologiczne. Warszawa: Wiedza Powszechna, 1957. Brak numerów stron w książce
- Zwierzęta domowe i ich dzicy krewniacy. Warszawa: Ludowa Spółdzielnia Wydawnicza , 1950. Brak numerów stron w książce
- Żywa bateria. Warszawa: Czytelnik, 1956. Brak numerów stron w książce
- Żywe skamieniałości. Warszawa: Wiedza Powszechna, 1958. Brak numerów stron w książce